# 202790 Babits
A 202790 Babits (ideiglenes jelöléssel (202790) 2008 QR3) a Naprendszer kisbolygóövében található aszteroida. Sárneczky Krisztián fedezte fel 2008. augusztus 25-én.